# NIC-20B1
La NIC-20B1 es una autopista nacional catalogada como troncal principal ubicada en Nicaragua. La carretera inicia en el Norte en la NIC-4A en Ticuantepe hasta finalizar en el Puente Las Pilas en San Marcos, departamento de Carazo.